# Resolutie 1636 Veiligheidsraad Verenigde Naties
Resolutie 1636 van de Veiligheidsraad van de Verenigde Naties werd unaniem aangenomen door de VN-Veiligheidsraad op 31 oktober 2005, en eiste dat Syrië beter meewerkte aan het onderzoek naar de terreuraanslag waarbij ex-premier Rafik Hariri van Libanon was omgekomen.

## Achtergrond
In februari 2005 kwam Rafik Hariri, dit tot een jaar daarvoor premier van Libanon was geweest, om bij een bomaanslag. De regering trad hierop af, en er volgden grootschalige betogingen. De Verenigde Naties stelden een onderzoek in, dat uitmondde in de oprichting van het Libanontribunaal in Nederland.

## Inhoud

### Waarnemingen
Men had het rapport van de onafhankelijke internationale onderzoekscommissie naar de aanslag die op 14 februari 2005 het leven had gekost aan voormalig premier Rafik Hariri van Libanon grondig bestudeerd.
De Libanese autoriteiten werden geprezen om de volle medewerking die ze hadden verleend. Ondanks de grote vorderingen die reeds waren gemaakt moesten sporen in en buiten Libanon verder onderzocht worden. Libanon vroeg daarom zelf dat het mandaat van de commissie zou worden verlengd.
De commissie was al wel tot de conclusie gekomen dat, gezien de inmenging van Syrië in de Libanese overheid en de verstrengeling van de inlichtingendiensten van beide landen, het onmogelijk was dat de aanslag op Hariri was uitgevoerd zonder de goedkeuring van hoge Syrische functionarissen. Syrië had na aarzeling in beperkte mate meegewerkt aan het onderzoek, maar verschillende functionarissen hadden misleidende of valse informatie gegeven.

### Handelingen

#### I
Men was extreem bezorgd over de conclusie dat Libanese en Syrische functionarissen betrokken moesten zijn bij de aanslag. De Raad besliste dat alle landen personen die door de commissie werden aangeduid als verdachte de toegang tot hun grondgebied moesten ontzeggen en al hun financiële middelen moesten bevriezen.

#### II
Het bleef noodzakelijk dat de commissie de Libanese overheid bleef bijstaan bij het onderzoek. Daarom had secretaris-generaal Kofi Annan het mandaat van de commissie al verlengd tot 15 december, zoals geautoriseerd met resolutie 1595. Op vraag van Libanon zou het mandaat nog verder verlengd worden.

#### III
Syrië moest functionarissen of personen die als verdacht werden beschouwd ter beschikking van de commissie stellen. Ook moest het land volledig en onvoorwaardelijk meewerken. Verder moest Syrië zich buiten Libanese binnenlandse aangelegenheden houden, mocht het niet proberen Libanon te destabiliseren en moest het de soevereiniteit van Libanon respecteren.

#### IV
De commissie werd gevraagd tegen 15 december te rapporteren over de vooruitgang van het onderzoek en ook de mate van Syrische medewerking eraan. Als die niet naar wens was zouden verder maatregelen worden genomen.

#### Annex
De Veiligheidsraad richtte met resolutie 1636 ook een comité op dat de personen moest registreren die door de commissie als verdachte waren aangewezen en deze aan de lidstaten moest mededelen in verband met de maatregelen in hoofdstuk I van de resolutie.
Lijst ·  1581 ·  1582 ·  1583 ·  1584 ·  1585 ·  1586 ·  1587 ·  1588 ·  1589 ·  1590 ·  1591 ·  1592 ·  1593 ·  1594 ·  1595 ·  1596 ·  1597 ·  1598 ·  1599 ·  1600 ·  1601 ·  1602 ·  1603 ·  1604 ·  1605 ·  1606 ·  1607 ·  1608 ·  1609 ·  1610 ·  1611 ·  1612 ·  1613 ·  1614 ·  1615 ·  1616 ·  1617 ·  1618 ·  1619 ·  1620 ·  1621 ·  1622 ·  1623 ·  1624 ·  1625 ·  1626 ·  1627 ·  1628 ·  1629 ·  1630 ·  1631 ·  1632 ·  1633 ·  1634 ·  1635 ·  1636 ·  1637 ·  1638 ·  1639 ·  1640 ·  1641 ·  1642 ·  1643 ·  1644 ·  1645 ·  1646 ·  1647 ·  1648 ·  1649 ·  1650 ·  1651